# Hymn Syrii
Humat ad-dijar (arab. حُمَاةَ الدِّيَار, pol. Strażnicy ojczyzny) – hymn Syrii przyjęty w 1936 roku. Autorem słów jest Chalil Mardam Bej, a muzykę skomponował Muhammad Fulajfil.

## Tekst arabski
حـماةَ الـديارِ عليكمْ سـلامْ
أبَتْ أنْ تـذِلَّ النفـوسُ الكرامْ
عـرينُ العروبةِ بيتٌ حَـرام
وعرشُ الشّموسِ حِمَىً لا يُضَامْ
ربوعُ الشّـآمِ بـروجُ العَـلا
تُحاكي السّـماءَ بعـالي السَّـنا
فأرضٌ زهتْ بالشّموسِ الوِضَا
سَـماءٌ لَعَمـرُكَ أو كالسَّـما
رفيـفُ الأماني وخَفـقُ الفؤادْ
عـلى عَـلَمٍ ضَمَّ شَـمْلَ البلادْ
أما فيهِ منْ كُـلِّ عـينٍ سَـوادْ
ومِـن دمِ كـلِّ شَـهيدٍ مِـدادْ؟
نفـوسٌ أبـاةٌ ومـاضٍ مجيـدْ
وروحُ الأضاحي رقيبٌ عَـتيدْ
فمِـنّا الوليـدُ و مِـنّا الرّشـيدْ
فلـمْ لا نَسُـودُ ولِمْ لا نشـيد؟

## Transliteracja
Humat al diari aaleikum salam
Abat an tazila al nufusu al kiram
Arinu al urubati beyton haram
Wa Aarshu al shumusi himan la yudam
Robughu al shami buruju al Aala
Tohaki al suma'a bia'ali alsana
Fa ardon zahat bilshumusi al widaa'a
Samaon limaroka aw kal sama
Rafifu alamani wakhafku alfuad
Aala aalamen damma shamla al bilad
Ama fihi min kuli ainen sawad
Wa min dami kuli shahiden midad
Noufuson ubaton wa madin magid
Wa rouhu al adahi rakibon atid
Fa minna al walidu wa minna al rashid
Fa lem la nasudu wa lem la nasheed